# Cec (intestí)
El cec és la primera porció de l'intestí gros situada per sota d'un pla transversal que passa per la llum de l'orifici ileocecal. Es continua amb la porció ascendent del còlon.
El cec és un sac on s'acumula el bolus alimentari. És una zona relativament petita en humans (aproximadament 7 cm de longitud), però que és clau en espècies herbívores (en els cavalls, per exemple, pot arribar al voltant dels 60 cm). Es comunica amb l'apèndix vermiforme gràcies a l'orifici apendicular.

## Gastronomia
La paret epitelial i muscular de l'intestí gros en general s'empra, després del sacrifici i especejament d'alguns vertebrats com ara el porc, per tractar-los amb solucions àcides o salmorres i aprofitar-los per elaborar embotits de manera tradicional. Un ús del cec intestinal és en el Xosco de Tíneu, embotit típic asturià, el qual agafa la forma típica d'aquest segment d'intestí. A Mallorca, el cec es farceix de sobrassada, i rep el nom de poltrú.